# Lifting Body

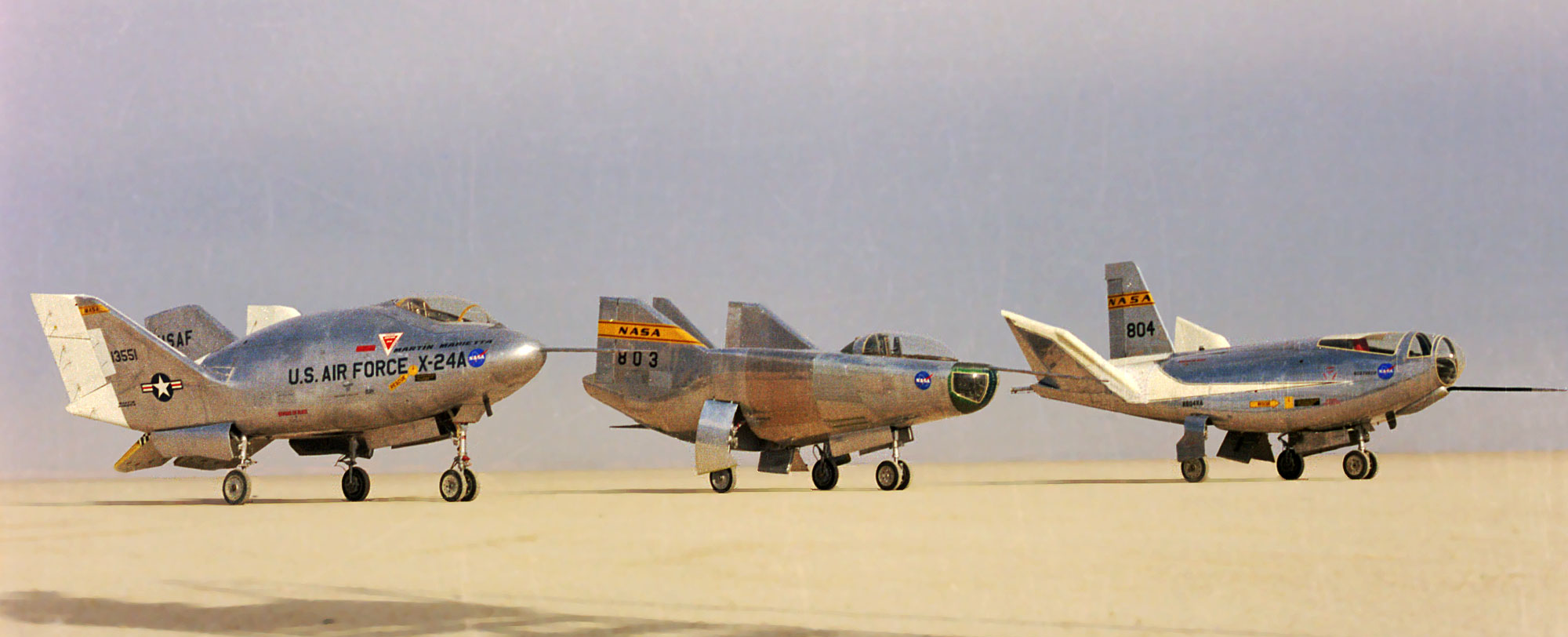
Von links nach rechts: X24A, M2-F3, HL10, 1972

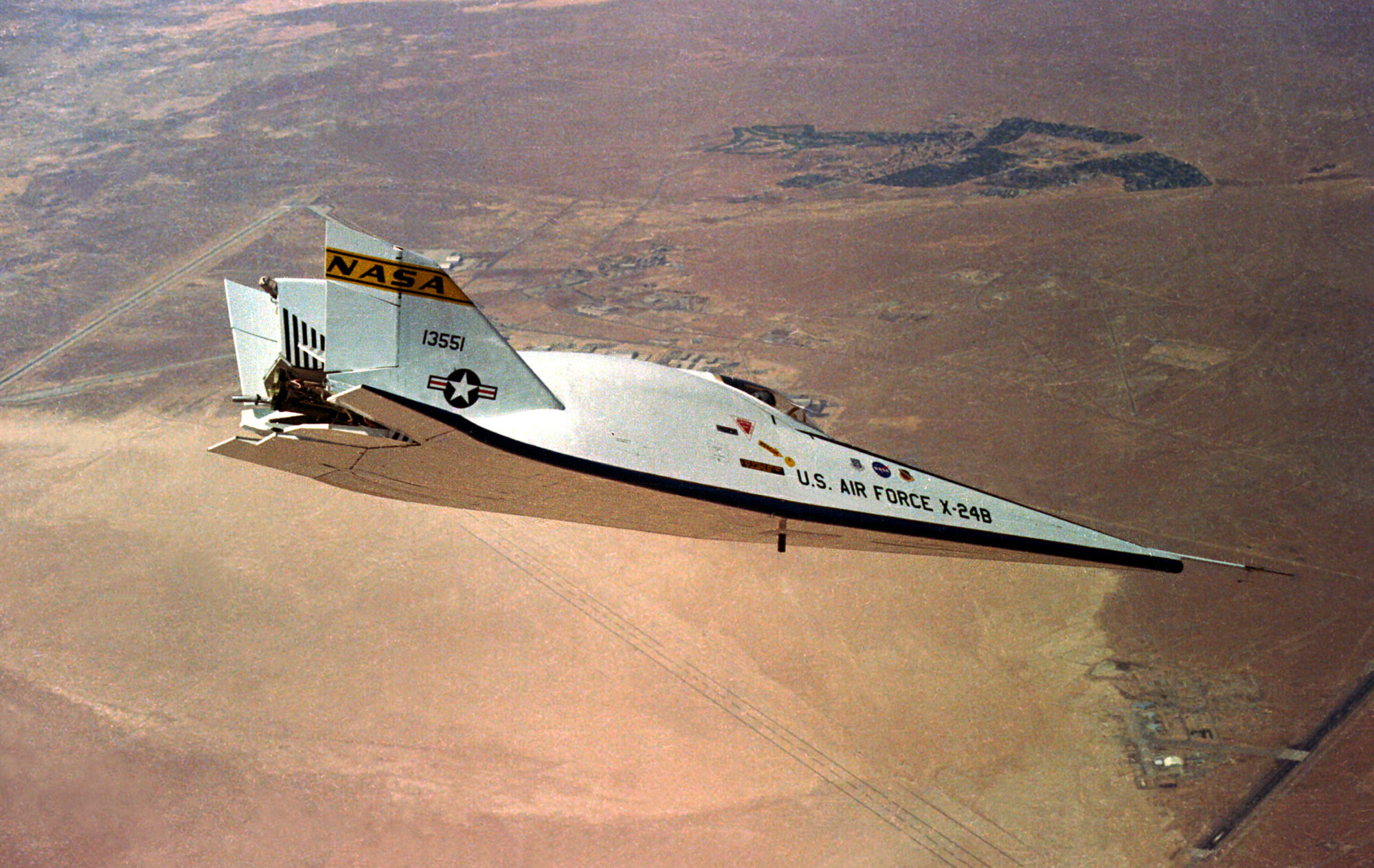
X-24B im Flug, 1975

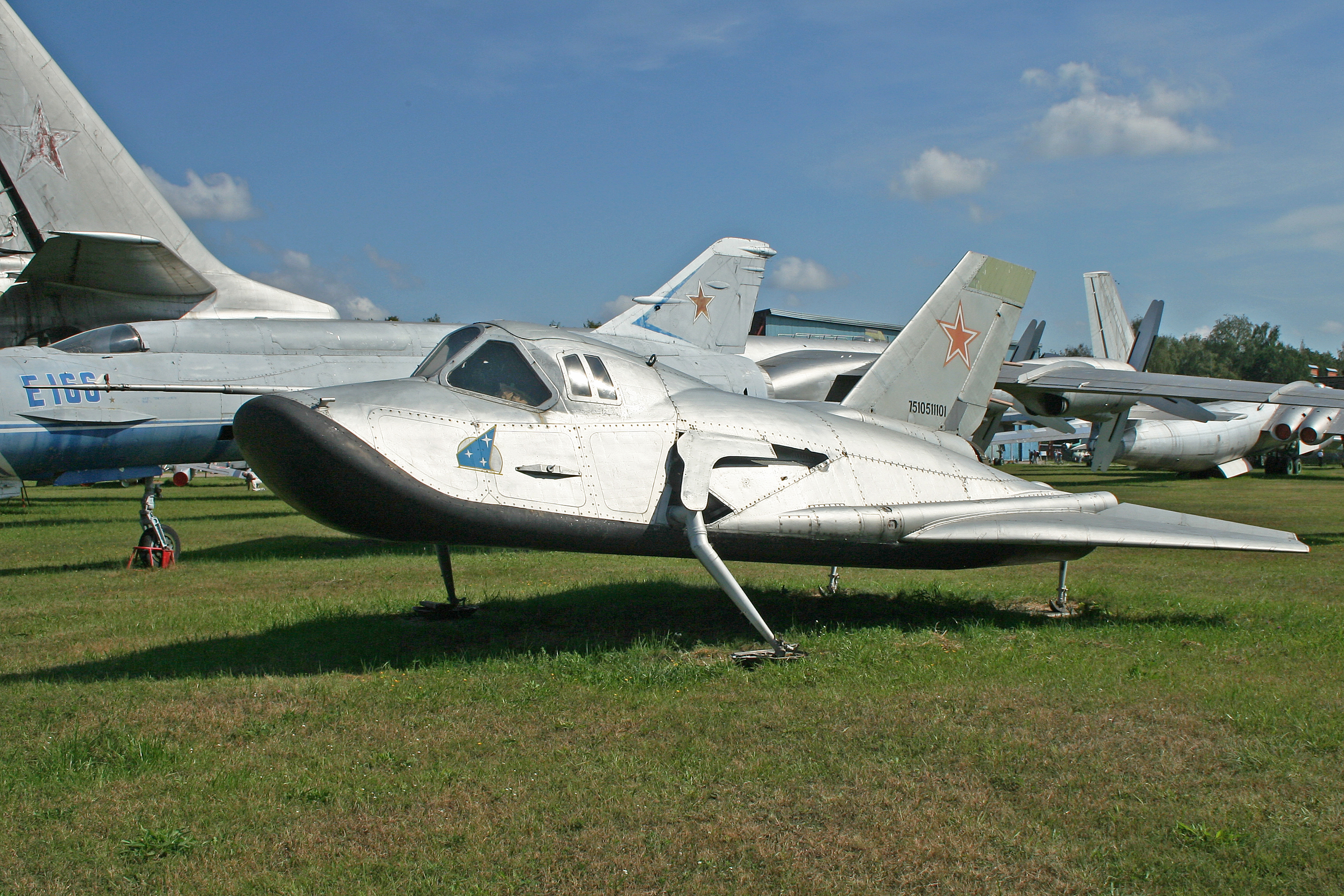
Unterschallprototyp 105-11 der MiG-105, der von 1976 bis 1978 Testflüge absolvierte

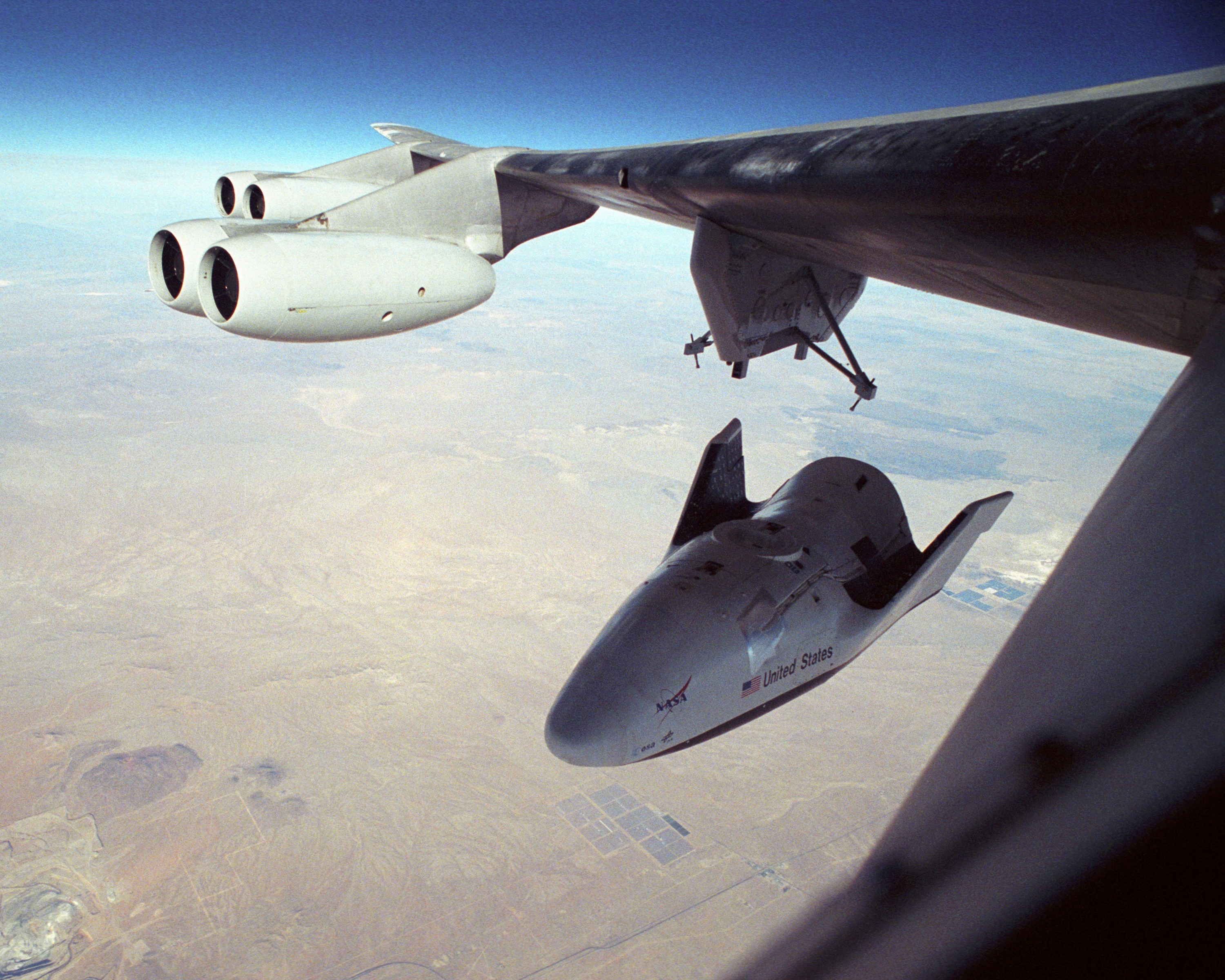
X-38 V-131R kurz nach dem Abwurf von der Trägermaschine, 2001

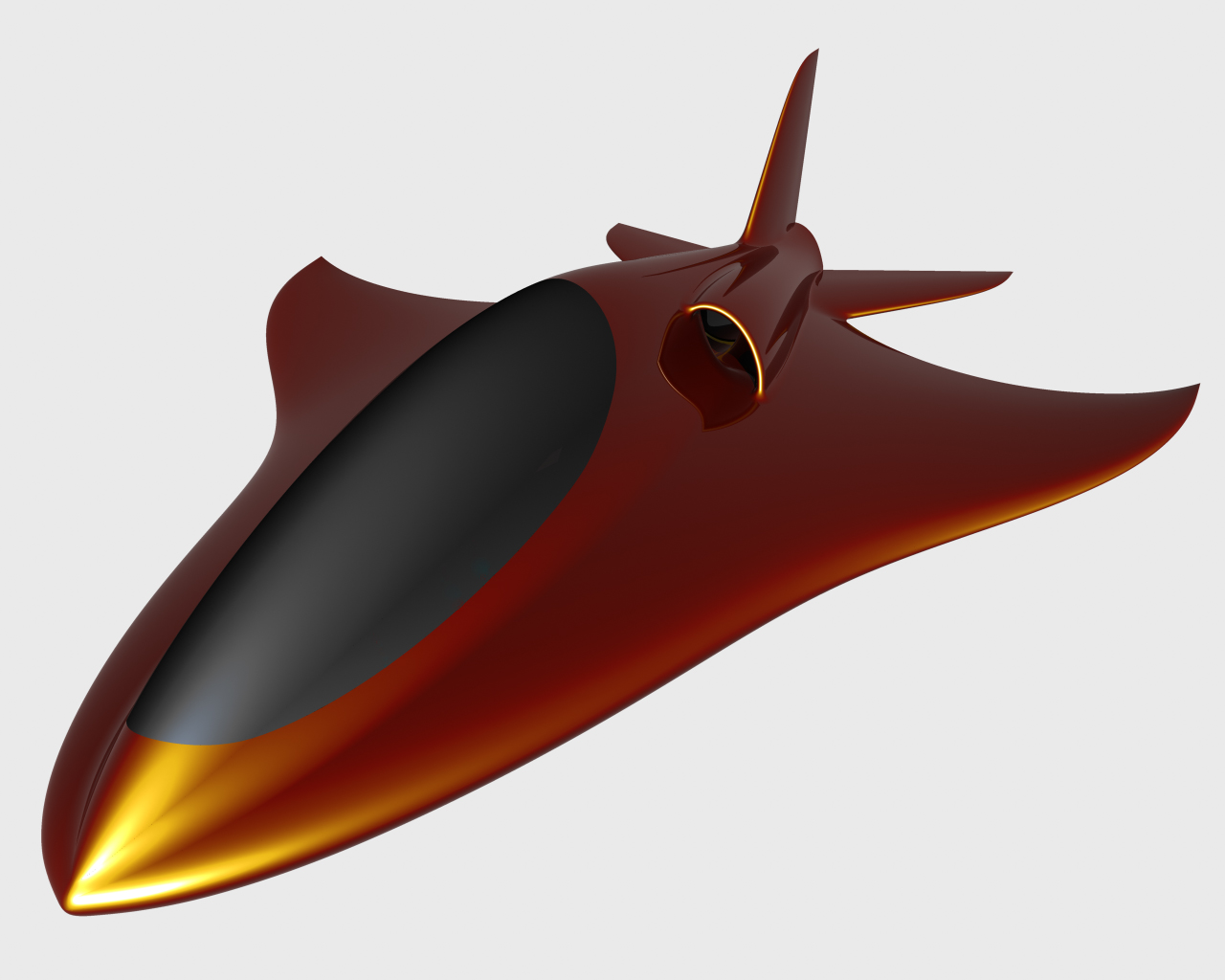
Grafik einer neuen Konstruktion, der Smartfish

Mit Lifting Body (auch Tragrumpf) wird eine Flugzeug-Bauweise bezeichnet, bei welcher der Auftrieb nicht oder nicht allein durch Tragflächen, sondern wesentlich durch einen speziell geformten Rumpf erzeugt wird. Eine solche Konstruktion bietet sich aufgrund ihrer gegenüber geflügelten Konzepten höheren Stabilität und damit einfacheren und kostengünstigeren Bauweise etwa für Raumgleiter an. Auch bei Hybridluftschiffen, deren Rumpf zur Erzeugung dynamischen Auftriebs gestaltet wurde, wird der Begriff Tragrumpf verwendet.

## Entwicklung
Die Gleiter-Forschung entsprang der Idee eines Raumschiffs, das nach dem Wiedereintritt in die Erdatmosphäre wie ein normales Flugzeug landet. Es hätten Tragflächen gebaut werden müssen, die den Belastungen und den Temperaturen bei extremem Überschallflug standhielten. Eine mögliche Antwort war es, die Tragflächen ganz wegzulassen und den Rumpf so zu konzipieren, dass er Auftrieb erzeugt. Das Space Shuttle enthält einige der Lifting-Body-Prinzipien, wenngleich es vorwiegend auf dem Konzept des Deltaflügels aufgebaut ist.
Die Entwicklung flügelloser Auftriebskörper begann mit Dale Reed vom Dryden Flight Research Center der NASA. Frühe Modelle wie die M2-F1 bestanden aus Holz. 1963 begann die NASA im Rahmen des Dyna-Soar-Programms mit raketengetriebenen Modellen, die von einem B-52-Bomber abgeworfen wurden, zu experimentieren. Ein anderes ähnliches Konzept war die HL-10, die im Langley Research Center der NASA entwickelt wurde. Die X-24 basierte auf dem M2-Konzept, das von Dr. A. Eggers vom NASA Ames Research Center stammte. Die M-2 konkurrierte mit dem Design des Space Shuttles.
Ein großes Problem bei diesen Entwürfen war der Strömungsabriss (engl. air flow separation): Stromab wurde der Luftstrom sehr turbulent, was zu einem Verlust der Kontrolle und des Auftriebs führte. Bei der HL-10 versuchte man einen Teil dieses Problems dadurch zu lösen, dass man die äußeren Backbord- und Steuerbord-Flossen des Leitwerks nach außen neigte und die mittlere Flosse vergrößerte.
Auf sowjetischer Seite begann man 1965 mit Lifting-Body-Entwicklungen, die zur Mikojan-Gurewitsch MiG-105 und BOR-4 führten, welche später zugunsten des Buran-Programms aufgegeben wurde. Im Jahre 2000 knüpfte man in der Russischen Föderation mit Kliper an diese Entwicklung an, stellte die Arbeiten jedoch 2007 vorerst wieder ein.
Ein großer Teil der Bevölkerung hat nie etwas von diesen Gleitermodellen erfahren, bis sie die 1970er-Fernsehserie The Six Million Dollar Man sahen. Sie zeigte eine M2-F2, die von Bruce Peterson geflogen wurde, wie sie abstürzt und über die Landebahn schleift. Der Pilot überlebte, und das Flugzeug wurde als M2-F3 neu gebaut.
Das HL-20 Personnel Launch System war ein NASA-Raumgleiter-Konzept Ende der 1980er/Anfang der 1990er. Es stellte einen Personentransporter in Form einen Mini-Space-Shuttles für Flüge zur Raumstation dar. Umfangreiche Studien an speziellen Versuchsmustern wurden betrieben, jedoch keine flugfähigen Prototypen gebaut. Später wurde auf Grundlage dieser Arbeiten von SpaceDev und folgend der Sierra Nevada Corporation der Dream Chaser entwickelt.
Das bis zum heutigen Zeitpunkt letzte Lifting-Body-Projekt der NASA war das X-38/CRV, eine gemeinsame Entwicklung zusammen mit der ESA, dem DLR und weiteren europäischen Firmen. Das Crew Return Vehicle sollte als Rettungsraumschiff für die Internationale Raumstation (ISS) dienen und im Notfall die gesamte Besatzung der Raumstation aufnehmen können. Die Entwicklung des CRV wurde 2001 aus Geldmangel eingestellt.
Das Konzept für ein Lifting-Body-Flugzeug des Schweizers Konrad Schafroth, der Smartfish, basiert nicht auf dem Prinzip des Vogelfluges, sondern nimmt sich den Thunfisch zum Vorbild.